# Guerra russo-turca (1806-1812)
La guerra russo-turca (1806-1812) va ser una de les moltes guerres que van tenir lloc entre l'imperi Rus i l'Imperi Otomà.

## Antecedents
Aquest enfrontament va esclatar el 1805 - 1806 dins del context de les Guerres Napoleòniques. L'Imperi Otomà, encoratjat per la derrota russa a Austerlitz, va deposar els hospodars russòfils dels seus estats vassalls, és a dir Moldàvia (Alexandru Moruzi) i Valàquia (Constantine Ypsilanti). Simultàniament, els seus aliats francesos van ocupar Dalmàcia i van amenaçar de penetrar en els principats danubians en qualsevol moment. Per salvaguardar la frontera russa contra d'un possible atac francès, un poderós contingent de 40,000 soldats russos va avançar dins de Moldàvia i Valàquia. El Sultà va reaccionar amb un bloqueig dels Dardanels en contra dels vaixells russos i va declarar la guerra a Rússia.

## Primeres hostilitats
Inicialment, el tsar es mostrava reticent a concentrar un gran nombre de militars contra Turquia, mentre les seves relacions amb la França napoleònica fossin encara incertes i la major part del seu exèrcit estigués encara lluitant contra Napoleó a Prússia. Un massiva ofensiva otomana encaminada cap a Bucarest va ser ràpidament controlada a Obilesti per només 4.500 soldats comandats per Mikhaïl Miloràdovitx (2 de juny de 1807). Mentrestant, l'Armada russa sota el comandament de Dmitri Seniavin va bloquejar els Dardanels i va destruir la flota otomana en les batalles dels Dardanels i Atos, amb la qual cosa establí la supremacia russa al mar.
Els britànics van intentar trobar la pau entre otomans i russos, que no tenien intenció de retenir els principats danubians ni posar en risc els seus interessos per afavorir els serbis, però els esforços diplomàtics van ser en va, però Alexandre I de Rússia, forçat per Napoleó a signar un armistici amb els turcs pel Tractat de Tilsit, va utilitzar aquest temps de pau per transferir més soldats russos des de Prússia cap a Bessaràbia.

## Campanyes de 1808-1810
Després que l'Exèrcit del Sud fos augmentat fins a 80,000 homes i les hostilitats comencessin de nou, el comandant en cap, Aleksandr Prozorovski (llavors de 76 anys), va fer molt pocs avenços en un període de més d'un any. L'agost de 1809 va ser finalment substituït per Piotr Bagration, que ràpidament va creuar el Danubi i va envair Dobrudja. Bagration va procedir a assetjar Silistra però, en sentir que s'acostava a la ciutat un fort contingent de 50,000 soldats de l'exèrcit otomà, va decidir d'evacuar Dobrudja i retirar-se a Bessaràbia.
El 1810, les hostilitats van ser renovades pels germans Nikolai, i Serguei Kàmenski, que van derrotar els reforços turcs que es dirigien cap a Silistra i van expulsar els turcs de Dòbritx (22 de maig). La posició de Silistra ara semblava desesperada, i la guarnició es va rendir el 30 de maig. Deu dies després, Kamenski va posar sota setge una altra fortalesa, Xumen. L'assalt de la ciutadella va ser rebutjat amb una gran pèrdua de vides; i encara es va produir més vessament de sang durant l'intens assalt de Ruse el 22 de juliol. Aquesta última fortalesa no va caure en mans dels russos fins al 9 de setembre, després que l'exèrcit de Kamenski hagués sorprès un enorme destacament turc a Batyn (26 d'agost). Kamenski va morir poc després i el nou comandant, Mikhaïl Kutúzov, d'acord amb el seu caràcter més previngut, va evacuar Silistra i lentament va començar la seva retirada cap al nord.

## Resultats
La retirada de Kutúzov va induir el comandant turc, Ahmet Paixà, a liderar els seus 60.000 homes contra de l'Exèrcit Rus. La batalla va tenir lloc el 22 de juny de 1811 prop de Ruse. Tot i que l'ofensiva va ser rebutjada, Kutuzov va ordenar a les seves forces que travessessin el Danubi de tornada a Bessaràbia. Diversos mesos després, un destacament separat va tornar secretament i va sorprendre de nit l'exèrcit d'Ahmet Paixà i el va derrotar (2 d'octubre). Més de 9.000 otomans van morir aquella nit, la qual cosa va comportar la rendició d'Ahmet Paixà davant Kutuzov el 23 de novembre.
D'acord amb el Tractat de Bucarest, signat per Kutuzov el 28 de maig, els turcs cedien Bessaràbia a Rússia (tot i que el territori pertanyia a Moldàvia, llavors vassall turc, al qual suposadament, defensarien). El tractat va ser aprovat per Alexandre I de Rússia l'11 de juny de 1812, només tretze dies abans que comencés la invasió napoleònica de Rússia. Els otomans van concedir l'amnistia als participants en el Primer Aixecament Serbi, però tan bon punt es va tornar a imposar el domini otomà, els pobles van ser cremats i milers van ser esclavitzats.